# Psyche intermediella
Psyche intermediella är en fjärilsart som beskrevs av Charles Théophile Bruand d’Uzelle 1850. Psyche intermediella ingår i släktet Psyche och familjen säckspinnare. Inga underarter finns listade.